# Jaime Ramírez Banda
Pour les articles homonymes, voir Jaime Ramírez, Ramírez et Banda.
Jaime Caupolicán Ramírez Banda, né le 14 août 1931 à Santiago du Chili et mort le 26 février 2003 à Santiago du Chili, était un footballeur chilien.
Il jouait milieu de terrain dans l'équipe du Chili des années 1960 qui a disputé deux phases finales de coupe du monde en 1962 et 1966. Lors du Mundial 62 disputé au Chili, il inscrit deux buts lors du premier tour contre la Suisse et l'Italie. Les Chiliens termineront leur coupe du monde à la troisième place.

## Clubs
- Universidad de Chile 1949-1952
- Espanyol Barcelone 1953-1954
- Colo-Colo 1954-1958
- Grenade CF 1958-1960
- O'Higgins 1961
- Universidad de Chile 1962
- Racing Club 1962
- Audax Italiano 1963
- Espanyol Barcelone 1963-1964
- CE L'Hospitalet 1964-1966
- Universidad de Chile 1966
- Club Deportivo Huachipato 1967-1969
- Club Deportivo Palestino 1970
- Unión San Felipe 1971-1972

## Équipe nationale
- 46 sélections et 12 buts en équipe du Chili entre 1954 et 1966.
- Participations aux coupes du monde 1962 (troisième) et 1966 (premier tour).

## Palmarès
- Championnat du Chili avec Colo-Colo en 1956
- Championnat du Chili avec Universidad de Chile en 1962
- Championnat du Chili avec Unión San Felipe en 1971